# Michel Ardan
Pour les articles homonymes, voir Michel Ardan (Jules Verne) et Ardan.
Khatchik Hovsep Kazazian dit Michel Ardan, né le 20 septembre 1920 à Constantinople (Empire ottoman) et mort le 9 mai 1979 dans le 14e arrondissement de Paris, est un acteur, auteur, réalisateur et producteur de cinéma français. Il est le père du producteur Christian Ardan. Il a également réalisé des films sous le nom de Christian Caza.

## Biographie
Michel Ardan commence sa carrière comme acteur (notamment dans Classe tous risques de Claude Sautet) avant de devenir producteur. Il produit quelques gros succès comme Les Grandes Gueules de Robert Enrico avec Bourvil et Lino Ventura, Une ravissante idiote avec Brigitte Bardot, La Grande Java de Philippe Clair avec Francis Blanche et Les Bidasses en folie, premier film de Claude Zidi avec Les Charlots.
Il produit également Franz réalisé par Jacques Brel, ainsi que Les Assassins de l'ordre, sorti en 1971, un des derniers films de Marcel Carné.

## Filmographie

### Acteur

#### Cinéma
- 1977 : Quand la ville s'éveille  de Pierre Grasset - Inspecteur
- 1972 : Les Caïds  de Robert Enrico - René Bazin
- 1968 : Un drôle de colonel  de Jean Girault - Le journaliste(non crédité)
- 1962 : Les Ennemis  de Édouard Molinaro - Bobby (non crédité)
- 1960 : Vers l'extase  de René Wheeler - Monsieur Bègue
- 1960 : Les mordus  de René Jolivet - Un complice de la bande
- 1960 : Recours en grâce  de László Benedek - Marcel
- 1960 : Classe tous risques  de Claude Sautet - Riton Vintran
- 1958 : Le Souffle du désir  de Henri Lepage - Daniel Bellanger
- 1957 : Le Colonel est de la revue de Maurice Labro
- 1956 : À la manière de Sherlock Holmes  de Henri Lepage - Louis Gamay
- 1955 : Pas de pitié pour les caves  de Henri Lepage - Charly
- 1955 : Pas de souris dans le bizness  de Henri Lepage - Victor
- 1954 : Le Feu dans la peau  de Marcel Blistène - Louis Babou
- 1954 : Marchandes d'illusions  de Raoul André - Fernand Cortedani
- 1954 : Le Mouton à cinq pattes  de Henri Verneuil - Un marin
- 1953 : L'Ennemi public numéro un  de Henri Verneuil - Un Inspecteur
- 1952 : Éternel espoir  de Max Joly - Alexandre Valon
- 1952 : Sergil chez les filles  de Jacques Daroy
- 1951 : Dakota 308  de Jacques Daniel-Norman - Le chauffeur
- 1951 : Boniface somnambule  de Maurice Labro - Un gangster
- 1950 : L'Atomique Monsieur Placido  de Robert Hennion - Jim
- 1949 : L'Auberge du péché  de Jean de Marguenat - Rival
- 1949 : L'Héroïque Monsieur Boniface  de Maurice Labro - Le deuxième gangster
- 1948 : Rapide de nuit  de Marcel Blistène - Un des deux complices
- 1948 : Cargaison clandestine  de Alfred Rode : S.R. 35
- 1947 : Dernier refuge  de Marc Maurette - Albert
- 1946 : Martin Roumagnac  de Georges Lacombe - Le conservateur (non crédité)
- 1946 : Panique  de Julien Duvivier - Fernand

#### Télévision
- 1967 : Au théâtre ce soir : José de Michel Duran, mise en scène Christian-Gérard, réalisation Pierre Sabbagh, Théâtre Marigny - Mazillac

### Producteur
- 1962 : Les Ennemis d'Édouard Molinaro
- 1964 : Une ravissante idiote d'Édouard Molinaro
- 1966 : Les Grandes Gueules de Robert Enrico
- 1967 : Les Arnaud de Léo Joannon
- 1967 : Du mou dans la gâchette de Louis Grospierre
- 1968 : Un drôle de colonel de Jean Girault
- 1970 : L'Ardoise de Claude Bernard-Aubert
- 1970 : La Grande Java de Philippe Clair
- 1971 : Les Bidasses en folie de Claude Zidi
- 1971 : Franz de Jacques Brel
- 1971 : Les Assassins de l'ordre de Marcel Carné
- 1972 : Les Caïds de Robert Enrico
- 1973 : La Brigade en folie de Philippe Clair
- 1974 : La Grande Nouba (également réalisateur sous le pseudonyme de Christian Caza)
- 1975 : Docteur Justice de Christian-Jaque
- 1975 : Quand la ville s'éveille de Pierre Grasset
- 1977 : La Vie parisienne de Christian-Jaque
- 1978 : Les Bidasses en vadrouille (également réalisateur sous le pseudonyme de Christian Caza)

### Réalisateur (sous le pseudonyme de Christian Caza)
- 1974 : La Grande Nouba
- 1978 : Les Bidasses en vadrouille

## Hommage
Une place Michel-Ardan a été inaugurée le 26 septembre 2020 à Enghien-les-Bains.